# Olivier Geinoz

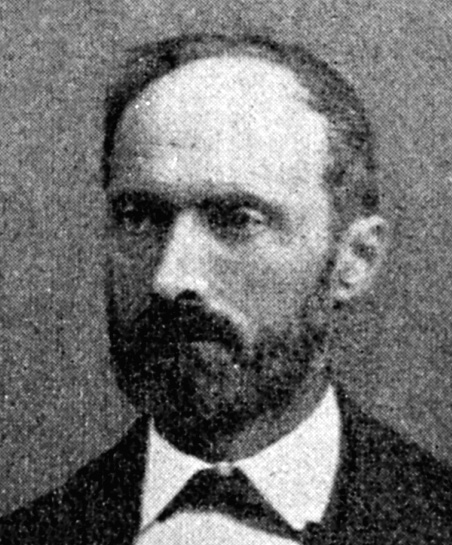
Olivier Geinoz

Olivier Geinoz (* 4. Juni 1833 in Neirivue; † 24. Oktober 1895 ebenda; heimatberechtigt ebenda) war ein Schweizer Politiker.

## Leben
Olivier Geinoz wurde als Sohn des Kleinbauern Simon Geinoz geboren. Er war Cousin des radikalen Abgeordneten Lucien Geinoz (1823–1873), Oberamtmanns des Greyerzbezirks. Er heiratete Marie Thorin.
Geinoz studierte Rechtswissenschaft in Freiburg und Berlin. Er war Gründer des landwirtschaftlichen Vereins von Greyerz sowie 1863 des Crédit gruyérien, den er von 1873 bis 1895 leitete. Er war von 1860 bis 1866 als Oberamtmann des Vivisbachbezirks tätig. Von 1861 bis 1881 sass er als konservativer Abgeordneter im Grossen Rat. Von 1865 bis 1873 war er Regierungsrat und leitete die Militärdirektion. Geinoz gelang es, die Forderungen der Heeresverwaltung mit jenen der Sparpolitik Louis de Weck-Reynolds in Einklang zu bringen. 1871 organisierte er die Internierung der Bourbaki-Armee. Als gemässigter Konservativer und Mitglied des Cercle de l’Union stand er in Opposition zum Flügel der sogenannten Ultras, die von der Zeitung La Liberté angespornt wurden.